# Motorola 300 1998
Motorola 300 1998 var ett race som var den sjätte deltävlingen i CART World Series säsongen 1998. Den kördes den 23 maj på Gateway International Raceway i Madison, Illinois. Alex Zanardi tog över mästerskapsledningen genom ett perfekt depåstopp i samband med den sista gulflaggen. Den tidigare mästerskapsledaren Greg Moore höll sig i högsta grad kvar i tätstriden, genom en tredjeplats. 

## Slutresultat
| Plats | Förare               | Team                     | Grid | Kvaltid |
| ----- | -------------------- | ------------------------ | ---- | ------- |
| 1     | Alex Zanardi         | Chip Ganassi Racing      | 11   | 26,228  |
| 2     | Michael Andretti     | Newman/Haas Racing       | 6    | 26,038  |
| 3     | Greg Moore           | Forsythe Racing          | 1    | 25,757  |
| 4     | Jimmy Vasser         | Chip Ganassi Racing      | 2    | 25,807  |
| 5     | Scott Pruett         | Patrick Racing           | 17   | 26,418  |
| 6     | Gil de Ferran        | Walker Racing            | 12   | 26,279  |
| 7     | Hélio Castroneves    | Bettenhausen Motorsports | 8    | 26,106  |
| 8     | Bobby Rahal          | Team Rahal               | 20   | 26,654  |
| 9     | JJ Lehto             | Hogan Racing             | 4    | 25,829  |
| 10    | Mark Blundell        | PacWest Racing           | 18   | 26,493  |
| 11    | Christian Fittipaldi | Newman/Haas Racing       | 14   | 26,304  |
| 12    | P.J. Jones           | All American Racing      | 21   | 26,656  |
| 13    | Robby Gordon         | Arciero-Wells Racing     | 13   | 26,297  |
| 14    | Alex Barron          | All American Racing      | 22   | 26,664  |
| 15    | Patrick Carpentier   | Forsythe Racing          | 16   | 26,364  |
| 16    | Maurício Gugelmin    | PacWest Racing           | 23   | 26,666  |
| 17    | Michel Jourdain Jr.  | Payton/Coyne Racing      | 25   | 26,784  |
| 18    | Adrián Fernández     | Patrick Racing           | 10   | 26,219  |
| 19    | Al Unser Jr.         | Marlboro Team Penske     | 9    | 26,205  |
| 20    | André Ribeiro        | Marlboro Team Penske     | 27   | 27,184  |
| 21    | Arnd Meier           | Davis Racing             | 26   | 26,850  |
| 22    | Max Papis            | Arciero-Wells Racing     | 24   | 26,773  |
| 23    | Bryan Herta          | Team Rahal               | 7    | 26,077  |
| 24    | Tony Kanaan          | Tasman Motorsports       | 3    | 25,815  |
| 25    | Dennis Vitolo        | Payton/Coyne Racing      | 28   | 27,786  |
| 26    | Paul Tracy           | Team KOOL Green          | 15   | 26,332  |
| 27    | Dario Franchitti     | Team KOOL Green          | 5    | 26,028  |
| 28    | Richie Hearn         | Della Penna Motorsports  | 19   | 26,544  |